# Radzyń Chełmiński (stacja kolejowa)
Radzyń Chełmiński – dawna stacja kolejowa w Radzyniu Chełmińskim, w gminie Radzyń Chełmiński, w powiecie grudziądzkim, w województwie kujawsko-pomorskim, w Polsce.